# Chutes Sydney
Les chutes Sydney, chutes Kotsuck Creek ou chutes Kotsuck, en anglais Sydney Falls, Kotsuck Creek Falls ou Kotsuck Falls, sont une cascade de 61 mètres de haut présente dans le parc national du mont Rainier dans l’État de Washington au nord-ouest des États-Unis. La cascade se forme sur le ruisseau Kotsuck Creek.
La cascade fait un premier saut, se sépare alors en trois coulées qui se rejoignent seulement tout en bas de la chute.
Le nom Kotsuck est un terme du jargon Chinook qui signifie « Milieu ».